# البنك التونسي للتضامن
البنك التونسي للتضامن (بالفرنسية: Banque tunisienne de solidarité)‏ هو بنك إيداع تونسي، تأسس بموجب القرار الرئاسي المؤرخ في 21 ماي 1997، وهو تحت إشراف مشترك بين وزارة المالية والبنك المركزي التونسي، وهو يهدف إلى توفير التمويل وإنشاء مصادر دخل للأشخاص الذين لا تتوفر لديهم الموارد اللازمة أو الضمانات الكافية.